# Hosenfeld
Hosenfeld è un comune tedesco di 4 593 abitanti,, situato nel land dell'Assia.